# Vulcan (Brașov)
Vulcan (in ungherese Szászvolkány, in tedesco Wolkendorf) è un comune della Romania di 4551 abitanti, ubicato nel distretto di Brașov, nella regione storica della Transilvania.
Nel territorio del comune si trovano consistenti giacimenti di carbon fossile, in particolare lignite.
Il comune è formato dall'unione di 2 villaggi: Colonia 1 Mai e Vulcan.

## Storia
Il primo documento relativo alla comunità sassone risale al 1377, e come altri centri della zona, subì le scorrerie Turche nel 1421 e 1432; gli attacchi dei moldavi nel 1529 e dei valacchi nel 1599 ma l'assalto più violento fu quello del principe transilvano Gabriel Bathory che incendiò villaggio e chiesa provocando centinaia di morti. Vulcan fu una delle città politicamente ed economicamente più importanti della zona, grazie alla presenza di una forte comunità di Sassoni di Transilvania che costruirono numerosi edifici di uso pubblico e privato, architettonicamente interessanti (municipio, scuole, mulini, macelli, fabbrica di elettricità). Dal 1945, a causa delle restrizioni loro imposte dallo stato, i cittadini di origine sassone lasciarono a poco a poco la città e dopo il 1990 emigrarono in massa verso la Germania.

## Monumenti e luoghi d'interesse

### Chiesa fortificata

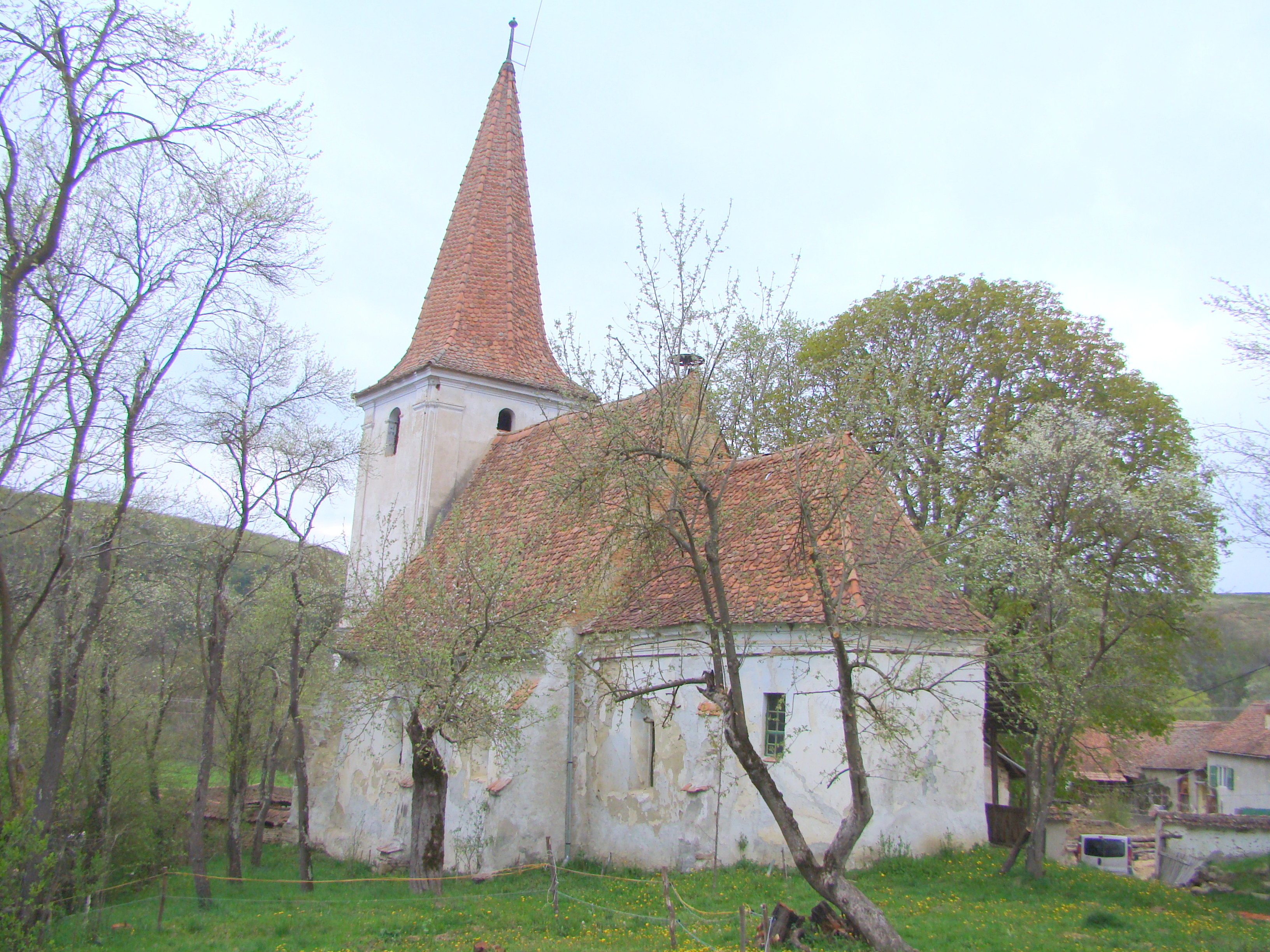
Abside della chiesa fortificata

L'originale chiesa in stile romanico risalente al XIII secolo fu distrutta dalle invasioni turche della prima metà  XV secolo e vi rimangono solo tracce murarie nelle fondamenta e nell'ingresso. La chiesa fu ricostruita in stile gotico e fortificata nel 1521. Dopo la distruzione degli eserciti di Gabriel Bathory, il villaggio fu ricostruito: il restauro della fortezza iniziò nel 1632 (ancora ristrutturata nel 1833) e della chiesa nel 1665 . La chiesa ha una navata rettangolare illuminata da ampie finestre, con un bel soffitto a cassettoni dipinti e decorati; da est sorge il coro gotico con volta a vela, mentre sul lato ovest si eleva il massiccio campanile, a cinque piani che fu completato nel 1794. Interessanti il fonte battesimale a forma di calice in pietra scolpita con iscrizioni latine, l'organo realizzato da Johannes Praule nel 1787 e. sull'altare, la piccola e candida statua di Gesù.

Il muro di cinta del XIV-XV secolo aveva il rivellino protetto da una massiccia grata di legno rinforzata con ferro, feritoie e caditoie, ora inglobato nell'edificio del municipio, costruito nella fortezza nel 1808. Ben conservati i magazzini addossati al muro di cinta con le scale che si potevano asportare per meglio proteggere le scorte alimentari e le armi. Il complesso è stato interamente restaurato nel 1996.

La chiesa ortodossa intitolata all'Ascensione, presenta sulla facciata delle nicchie con interessanti affreschi alla maniera bizantina.

### Colonia I° mai
Il villaggio di Concordia nasce dall'insediamento degli operai che lavorarono alla costruzione e poi all'estrazione del minerale della miniera di carbone scoperta alla fine del XIX secolo e di proprietà della ditta Friederich Czell and Sons. Oltre alle abitazioni dei dirigenti (nella parte alta) e degli operai, Furono realizzate tutte le strutture utili all'estrazione del minerale oltre ad una centrale elettrica . Nel 1948 la miniera fu nazionalizzata e durante il periodo comunista venne chiamata Colonia 1 Mai. Durante la seconda guerra mondiale, fino al 1944 vi lavoravano anche prigionieri di guerra sovietici. La miniera fu chiusa nel 1964. La chiesa ortodossa è dedicata a San Giovanni Battista.